# Iván el tonto
Iván el tonto (en ruso: Иван-дурак, romanizado: Ivan-durak, diminutivo: Иванушка-дурачок) o Iván el Loco es un personaje tonto y afortunado que aparece en el folclore ruso, un joven muy ingenuo, pero, sin embargo, afortunado. Iván es descrito como un joven simpático, rubio y de ojos azules.
La ubicación aproximada de las aventuras de Iván el Loco es la Rusia del siglo XV o XVI.
Iván el Loco suele aparecer en las historias como un campesino o como hijo de una familia pobre. Suele ser el menor de tres hermanos; sus hermanos mayores parecen mucho más inteligentes que él, pero a veces son crueles y le tienen envidia.
A diferencia de los héroes típicos, la sencillez y la falta de astucia de Iván resultan ayudarle en sus aventuras. Por ejemplo, escucha a su corazón más que a su mente, olvida fácilmente las ofensas y se esfuerza por ayudar a los demás incluso a sus propias expensas. Su ingenuidad, amabilidad y audacia lo ayudan a luchar contra villanos, hacer amigos y ganarse el corazón de las princesas y, en última instancia, es recompensado con medio reino o algún logro similar.
La moraleja de estas historias es que Iván el Loco rara vez es un tonto, sino que los demás simplemente lo perciben como tal debido a su naturaleza simple y jovial. Según una teoría, Iván el Loco, tal como fue creado originalmente, no tenía la intención de ser un tonto en absoluto: en ese momento la palabra rusa дурак (durak, que actualmente significa "tonto") no tenía ninguna connotación negativa y se usaba para referirse al hijo menor de la familia. Sólo más tarde obtuvo un nuevo significado, de donde surgió la ambigüedad.
Andréi Siniavsky comenta que Iván el Loco es un personaje positivo en todas las historias en las que se le menciona.